# 169299 Sirko
169299 Sirko este un asteroid din centura principală de asteroizi.

## Descriere
169299 Sirko este un asteroid din centura principală de asteroizi. A fost descoperit pe 21 septembrie 2001 la Apache Point Observatory în cadrul programului Sloan Digital Sky Survey. Asteroidul prezintă o orbită caracterizată de o semiaxă mare de 3,09 ua, o excentricitate de 0,08 și o înclinație de 11,5° în raport cu ecliptica.